# یوسیرین
اوسیرین (انگلیسی: Eucerin) شرکت لوازم بهداشتی آلمانی است، که در سال ۱۹۰۲ تأسیس شد.